# Sculpture à la scie à chaîne

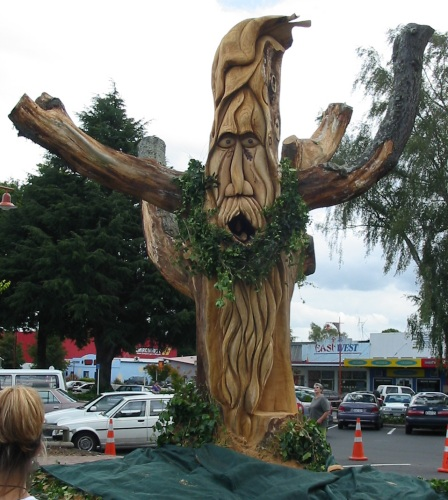
Sculpture à Tokoroa, en Nouvelle-Zélande

La sculpture à la scie à chaîne ou sculpture à la tronçonneuse est une technique de sculpture qui consiste à sculpter un objet (généralement un bloc de bois ou un bloc de glace) à l'aide d'une scie à chaîne en marche. Cet art, qui combine la technologie moderne de la scie à chaîne avec l'art ancien du travail du bois, est de plus en plus populaire aux États-Unis et dans le reste du monde.